# 天成 (李朝)
天成（てんせい、Thiên Thành、ティエンタイン）は、ベトナム、李朝の太宗李仏瑪の治世で使われた最初の年号。1028年 - 1034年。
- 元年3月31日：代始改元。
- 7年4月：通瑞に改元。

## 西暦等との対照表
| 天成 | 元年     | 2年    | 3年    | 4年    | 5年       | 6年    | 7年       |
| 西暦 | 1028年   | 1029年 | 1030年 | 1031年 | 1032年    | 1033年 | 1034年    |
| 干支 | 戊辰     | 己巳   | 庚午   | 辛未   | 壬申      | 癸酉   | 甲戌      |
| 宋   | 天聖 6年 | 7年    | 8年    | 9年    | 明道 元年 | 2年    | 景祐 元年 |